# 城关回族镇 (淮阳区)
城关回族镇，是中华人民共和国河南省周口市淮阳区下辖的一个乡镇级行政单位。

## 行政区划
城关回族镇下辖以下地区：
民生社区、西关社区、人民社区、北关社区、新华社区、花园社区、东关社区、南关社区、蔡庄村、北关村、白阁村、白楼村、苏马庄村、金庄村、从庄村、段庄村和贾杨庄村。